# بيث بوكانان
بيث بوكانان (بالإنجليزية: Beth Buchanan)‏ هي ممثلة أسترالية، ولدت في 10 مارس 1972 بسيدني في أستراليا.

## وصلات خارجية
- بيث بوكانان على موقع IMDb (الإنجليزية)
- بيث بوكانان على موقع قاعدة بيانات الفيلم (الإنجليزية)